# بطولة باهيان 2016
بطولة باهيان 2016 هو موسم من بطولة باهيان ‏. كان عدد الأندية المشاركة فيه 12، وفاز فيه نادي فيتوريا.